# Kanata (circonscription fédérale)
Pour les articles homonymes, voir Kanata (homonymie).
Circonscription électorale fédérale du Canada
Kanata est une circonscription électorale fédérale en Ontario constituée d'une partie de la ville d'Ottawa.

## Géographie

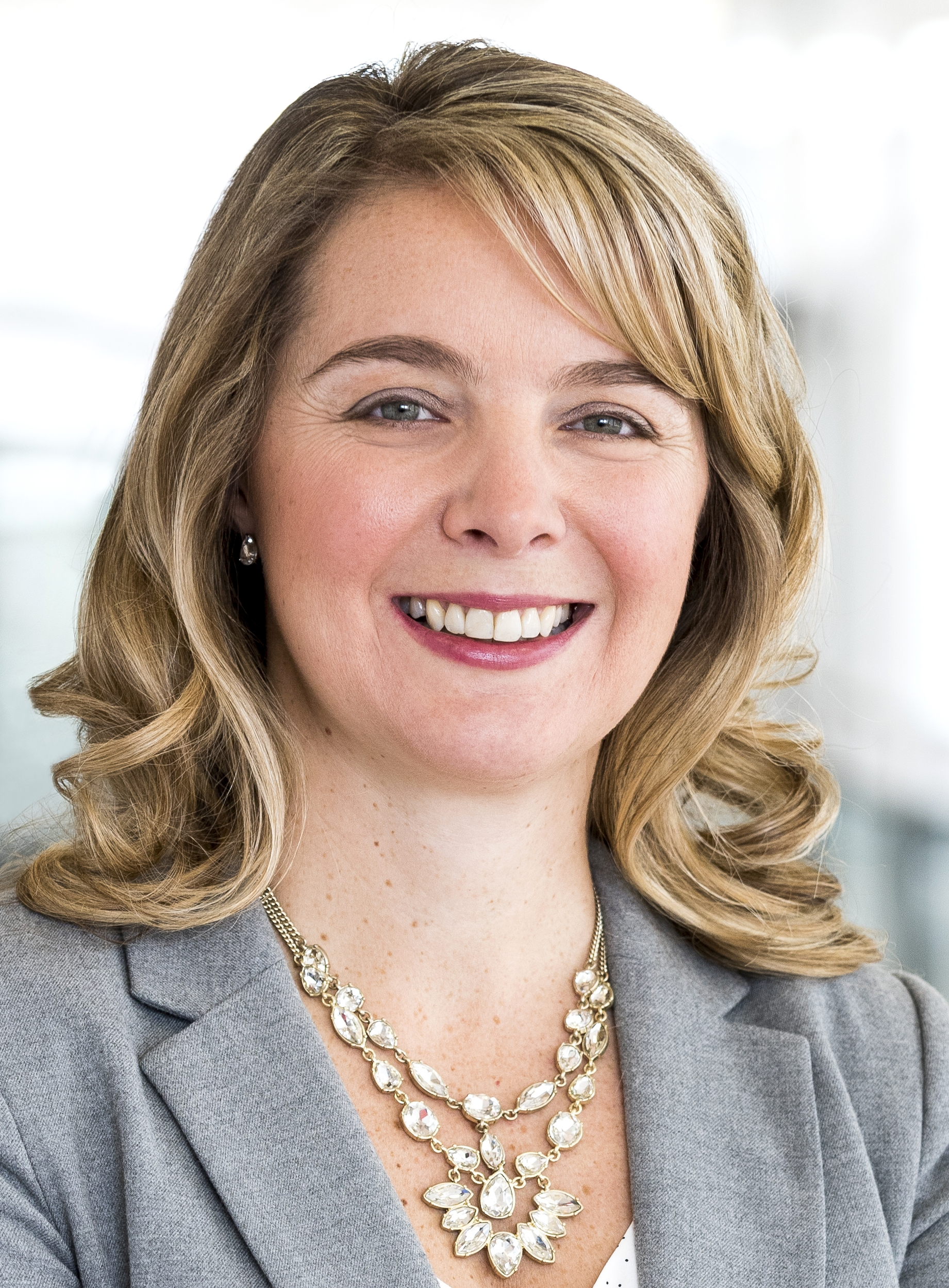
Jenna Sudds est la députée de Kanata depuis 2025.

La circonscription de Kanata comprend la partie de la ville d'Ottawa décrite comme suit : commençant à l'intersection du chemin Davidson's Side avec l'avenue Carling; de là généralement vers le nord-est et l'est suivant ladite avenue jusqu'à la promenade Moodie; de là vers le sud suivant ladite promenade jusqu'à l'autoroute 417 (autoroute Transcanadienne, Queensway); de là vers le nord-est suivant ladite autoroute jusqu'à l'autoroute 416 (autoroute commémorative des Anciens-Combattants); de là vers le sud-est suivant ladite autoroute jusqu'au chemin West Hunt Club; de là vers le sud-ouest suivant ledit chemin jusqu'au chemin Old Richmond; de là vers le sud suivant ledit chemin jusqu'au chemin Hope Side; de là vers le sud-ouest suivant ledit chemin et généralement vers le nord-ouest suivant la promenade Terry Fox jusqu'au chemin Hazeldean; de là vers le sud-ouest suivant ledit chemin jusqu'à l'autoroute 7 (autoroute Transcanadienne); de là vers le nord suivant ladite autoroute jusqu'à l'autoroute 417 (autoroute Transcanadienne); de là généralement vers le nord-ouest suivant ladite autoroute jusqu'au chemin Vaughan Side; de là vers le nord-est suivant ledit chemin, la promenade Donald B. Munro et le chemin Craig's Side jusqu'au chemin Carp; de là vers le nord-ouest suivant ledit chemin jusqu'au chemin Holland Hill; de là vers le nord-est suivant le chemin Holland Hill et son prolongement vers le nord-est, le chemin Murphy Side, le chemin Constance Lake et son prolongement vers le nord-est, le chemin Berry Side et son prolongement vers le nord-est jusqu'à la frontière interprovinciale entre l'Ontario et le Québec; de là vers le sud-est suivant ladite frontière jusqu'à un point situé à environ 45°22'58" de latitude N et 75°51'26" de longitude O; de là généralement vers le sud jusqu'à l'extrémité nord-ouest du chemin Davidson's Side; de là vers le sud-est suivant ledit chemin jusqu'au point de départ.
Les circonscriptions limitrophes sont Ottawa-Ouest—Nepean, Nepean et Carleton en Ontario, Pontiac—Kitigan Zibi et Hull—Aylmer au Québec.

## Historique
La circonscription de Kanata est créée en 2023 lors du redécoupage électoral avec des parties des circonscriptions de Ottawa-Ouest—Nepean, Nepean, Kanata—Carleton et Carleton. Elle est constituée de 121 458 habitants.

## Députés
| Législature                                                              | Années          | Député      | Parti | Parti   |
| ------------------------------------------------------------------------ | --------------- | ----------- | ----- | ------- |
| Kanata issue de Ottawa-Ouest—Nepean, Nepean, Kanata—Carleton et Carleton |                 |             |       |         |
| 45e                                                                      | 2025 – en cours | Jenna Sudds |       | Libéral |